# Rich Men's Wives
Rich Men's Wives (Tạm dịch: Vợ của những người đàn ông giàu có) là một bộ phim câm chính kịch của Mỹ bị thất lạc  năm 1922 do Louis J. Gasnier đạo diễn và có sự tham gia của House Peters, Claire Windsor và Gaston Glass .

## Kịch bản
Một người vợ buồn chán của một người đàn ông giàu có, bị chồng bỏ bê và bị lôi kéo vào một lời tán tỉnh với một người đàn ông khác. Khi chồng cô phát hiện ra điều này, anh ta trục xuất cô ra khỏi nhà và cấm cô nhìn thấy con trai của họ.

## Diễn viên
- House Peters vai John Masters
- Claire Windsor vai Gay Davenport
- Richard Headrick vai Jackie
- Gaston Glass vai Juan Camillo
- Charles Clary vai Mr. Davenport
- Myrtle Stedman vai Mrs. Davenport
- Mildred June vai Estelle Davenport
- Rosemary Theby vai Mrs. Lindley-Blair
- Carol Holloway vai Maid
- Martha Mattox vai Nurse
- William Austin vai Reggie